# Lina Ekdahl
Lina Maria Josefina Ekdahl, född 20 mars 1964, är en flerfaldigt prisbelönad svensk poet och dramatiker. 

## Biografi
Lina Ekdahl är född 1964 och uppvuxen i Göteborg där hon är bosatt. Hennes första framträdande var i radions program Spinnrock  1981. Hon läste sina dikter högt för publik första gången 1984. Sin första diktsamling publicerade hon 1994. Hon har skrivit flera diktsamlingar, dramatik för barn och vuxna, en prisbelönt novell, musiktexter och en barnbok. Hon har också skrivit tidningskrönikor och gjort radiodokumentärer. Hennes författarskap har belönats med flera priser.

## Författarskap

### Poesi
Lina Ekdahl lämnade bidrag till poesiantologin En elva från Göteborg 1992. Den egna poesidebuten kom med samlingen Fram på dagen, 1994 med tankar och associationer från lägenheten och tvättstugan. Hennes stil ligger nära talspråkets enkelhet, beskriver företeelser i vardagliga miljöer och sammanhang och innehåller såväl humoristiska som ironiska och absurda inslag. Lina Ekdahls dikter har ofta föranlett associationer till Sonja Åkesson eller Kristina Lugn. En förenande faktor är ämnesvalet som ofta handlar om de dagliga trivialiteterna i tillvaron.
Människan pratar, 1997, innehåller collage där titlarna är hämtade från tidningar och beskriver också vardagliga situationer och är skrivna på ett enkelt språk. 1999 kom diktsamlingen 59 dikter som består av de två första samlingarna. I Nuförtiden, 2002 är naturen närvarande och skildras med humor, ironi och med delvis surrealistiska inslag. I Vad är det som ska utföras, 2005, frågar och ifrågasätter författaren företeelser i samtiden på ett absurt sätt.
Sprid glädje på sjömansgården Anette, 2008, skildrar dag för dag den utslitna Anette med ett liv som går på rutin med en omgivning (eller Anettes eget inre) som kräver och hånar och en omvärld fylld av krig och orättvisor. Diktsamling, 2012, är än mer politisk till sin karaktär och speglar bristen på frihet och jämlikhet i samhället genom beskrivning av mobbing, rasism och moralism.
Fyrahundrafyrtio år, 2018 innehåller sorg och vemod efter en anad skilsmässa men också påhittiga ordvrängningar och associationer. 
Hur var det i Söderköping?, 2024 är resultatet av ett projekt där poeterna Lina Ekdahl och Thomas Tidholm bestämde sig för att utbyta dikter med varandra under ett år. De speglar både samtiden med krigsutbrottet i Ukraina, naturens växlingar och egna livsupplevelser. 
Lina Ekdahls poesi är översatt till flera språk.

### Barnböcker
Vi smular, vi härmar en gök, 2016, är en barnbok utgiven tillsammans med Emma Hanquist. Den är fylld av knasiga verser om  alla fantastiska händelser under en dag för barn som leker och där vuxna kallar ömsom in ömsom ut. Den belönades med Castorpriset 2015.

### Noveller
Novellen Rent bord gav författaren Sveriges Radios novellpris 2017. En kvinna ringer till en man och föreslår en gemensam utflykt men denne är motsträvig. Hon ringer upprepade gånger och beskriver sina förberedelser med ökande desperation.

### Dramatik
Lina Ekdahl har skrivit många pjäser, de flesta för barn och ungdom: Skrot 1992, Frida Fram – Hål i huden 1994, We love you so much 1996, Vera och Vera 1998, samtliga för Teater Kolibri i Göteborg. Julia Rikkitikkitavi Persson 2006, Älvsborgsteatern Borås, En helt vanlig diskbank 2007, Masthuggsteatern Göteborg, Vilket ben  2007  Regionteater Väst Borås, En katastrof till trädgård 2014  Masthuggsteatern, Göteborg, Parzival 2014, Backa Teatern i Göteborg, Att vara Andreas 2016 (fritt efter Katarina Bredows roman Du & jag), Hallands Teater i Varberg.
Taverna Magika-en folkhemsshow 1996, Bohusläns teater i Uddevalla, Ensamt 2002 (manus utifrån Göteborgares inskickade texter och tankar), Stadsteatern Göteborg, Midsommar på Tyrolen i The Bastards of Strindberg 2012, Scandinavian American Theater Company i New York, Älskade skriv snart 2010 (manus utifrån människors inskickade texter om kärlek), Regionteatern i Växjö samt texter för flera övriga dans- och teaterföreställningar.

### Övrigt

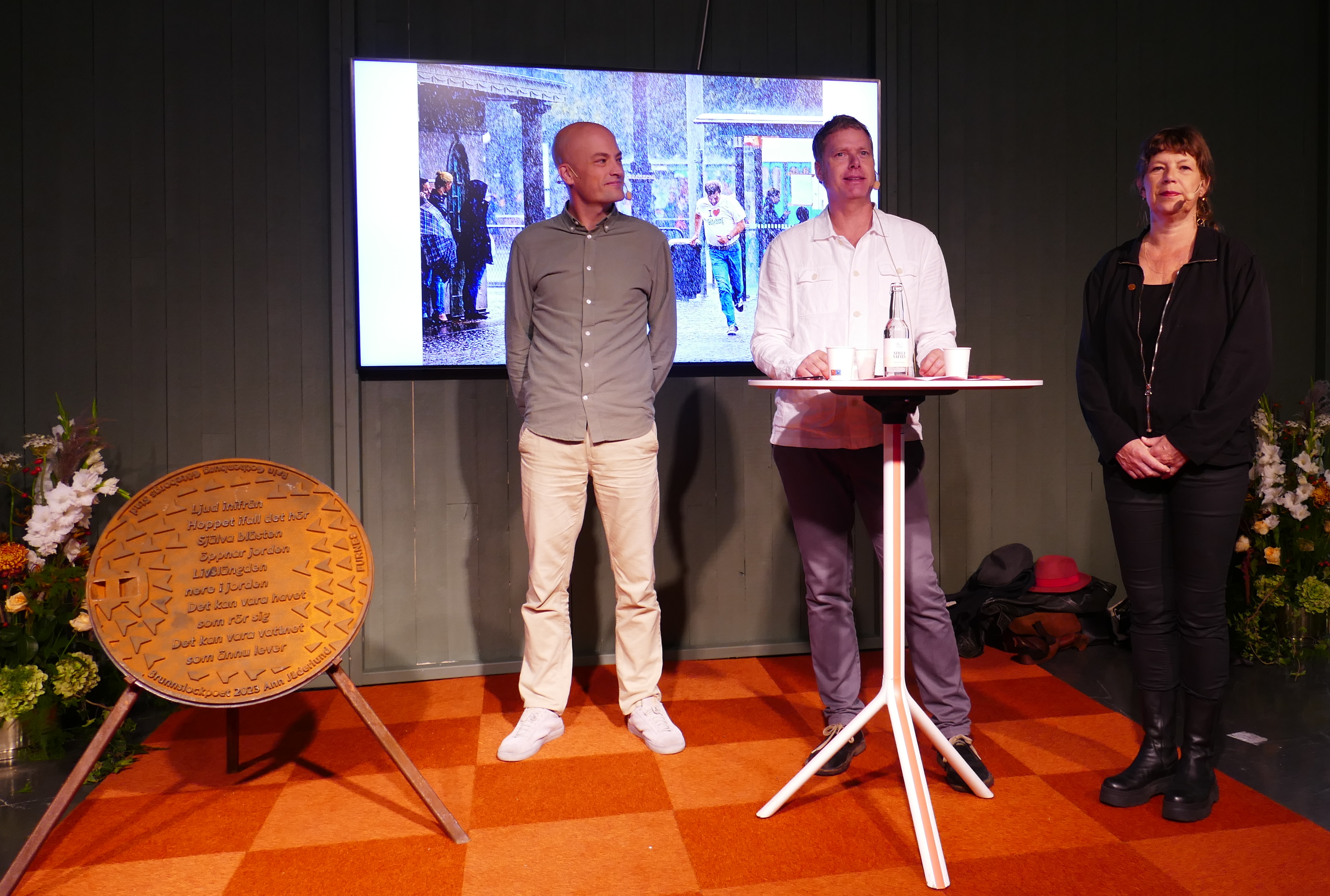
Lina Ekdahl vid diskussion kring "Brunnslockpoet"-priset (som hon var första mottagare av 2019) på Bokmässan 2023.

Lina Ekdahl har skrivit radiodokumentärer och varit krönikör i Göteborgs-Posten. Flera av författarens dikter är tonsatta. och hon har också skrivit texter till körverk. Lina Ekdahl har varit sommarvärd i P1 2001 och hon har varit månadens diktare i P1 mars 2006.
Under 2020 smyckades 133 brunnslock i Göteborg med dikten "Fakta". Detta var en del av satsningen Rain Gothenburg inför stadens 400-årsjubileum 2021.

## Priser och utmärkelser
- 1999 – Göteborgs Stads författarstipendium
- 2008 – Partille Bokhandels författarstipendium
- 2009 – Aspenströmpriset[28]
- 2010 – Gustaf Fröding-sällskapets lyrikpris[29]
- 2013 – Läsarnas Sveriges medalj
- 2017 – Sveriges Radios Novellpris för novellen Rent bord[30]
- 2018 – Samfundet De Nios Särskilda pris[31]
- 2019 - Västra Götalandsregionens kulturpris[32]
- 2023 - Gerard Bonniers Lyrikpris [33]